# Wiersze nocy
Wiersze nocy (cz. Básně noci) – tomik poetycki czeskiego poety Vítězslava Nezvala, uważany za jeden z najważniejszych w XX wieku. Ukazał się w 1930. Zostały w nim zebrane wiersze i poematy z końca lat dwudziestych, kiedy autor pozostawał pod wpływem poetyzmu. Zawiera utwory Smuteční hrana za Otokara Březinu (Na śmierć Otokara Brzeziny rapsod żałobny, tłum. Anna Kamieńska), Noci (Do nocy, tłum. Anna Kamieńska), Podivuhodný kouzelník (Cudowny czarodziej, tłum. Andrzej Piotrowski), Akrobat, Edison (Edison, tłum. Kazimierz Andrzej Jaworski, Józef Waczków), Signál času, Silvestrovská noc, Neznámá ze Seiny (Nieznajoma z Sekwany, tłum. Kazimierz Andrzej Jaworski, Józef Waczków, Adam Włodek).